# 1960 год в изобразительном искусстве СССР
1960 год был отмечен рядом событий, оставивших заметный след в истории советского изобразительного искусства.

## События
- В Москве прошёл учредительный съезд художников РСФСР, завершивший процесс создания Союза художников РСФСР, в структуру которого вошли 58 региональных творческих организаций.
- 9 мая — в пятнадцатую годовщину победы в Великой Отечественной войне в Ленинграде на Пискарёвском кладбище был открыт памятный мемориал. Вечный огонь был зажжён от огня на Марсовом поле. Авторы ансамбля — архитекторы А. В. Васильев, Е. А. Левинсон, скульпторы В. В. Исаева и Р. К. Таурит («Мать-Родина» и рельефы на боковых стенах), М. А. Вайнман, Б. Е. Каплянский, А. Л. Малахин, М. М. Харламова (горельефы на центральной стеле).
- 21 сентября — в Москве открылся Музей древнерусской культуры и искусства имени Андрея Рублёва, решение об открытии которого было принято в ещё в 1947 году. Открытие было приурочено к 600-летию со дня рождения иконописца Андрея Рублёва. Музей расположен на территории Спасо-Андроникова монастыря, филиал — в церкви Покрова в Филях.

### Выставки

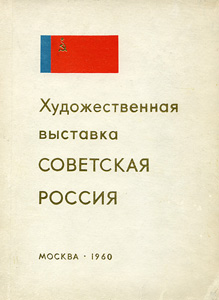
Каталог выставки

- СССР — одна из 33 стран-участниц Биеннале в Венеции. Советский Союз представляли Георгий Нисский, Андрей Мыльников, Вера Мухина, Александр Дейнека, Татьяна Яблонская, а также работы художников-плакатистов[1].
- Выставки современного советского искусства были показаны в Берлине, Лейпциге и Дрездене (ГДР), Монреале (Канада) и Париже (Франция).

#### Москва
- В Третьяковской Галерее открылась выставка к 100-летию со дня рождения художника-пейзажиста Исаака Левитана[2].
- Республиканская художественная выставка «Советская Россия» с участием Павла Аба, Николая Абрамова, Николая Андрецова, Николая Бабасюка, Юрия Белова, Галины Румянцевой, Всеволода Баженова, Ирины Балдиной, Николая Брандта, Петра Бучкина, Златы Бызовой, Анатолия Васильева, Нины Веселовой, Игорь Веселкин, Эдварда Выржиковского, Николая Галахова, Якова Голубева, Алексея Еремина, Вячеслава Загонека, Сергея Захарова, Энгельса Козлова, Михаила Конова, Майи Копытцевой, Бориса Корнеева, Бориса Котика, Леонида Кривицкого, Бориса Лавренко, Ивана Лавского, Петра Литвинского, Олега Ломакина, Бориса Малуева, Гавриила Малыша, Евсея Моисеенко, Михаила Натаревича, Самуила Невельштейна, Дмитрия Обозненко, Леонида Овсянникова, Владимира Овчинникова, Авенира Пархоменко, Пен Варлена, Всеволода Петрова-Маслакова, Николая Позднеева, Александра Пушнина, Николая Рутковского, Глеба Савинова, Владимира Саксона, Виктора Саморезова, Александра Самохвалова, Александра Сегала, Владимира Селезнёва, Юрия Скорикова, Владимира Скрябина, Галины Смирновой, Георгия Татарникова, Николая Тимкова, Михаила Труфанова, Юрия Тулина, Лидии Фроловой-Багреевой, Бориса Харченко, Надежды Штейнмиллер и других. Всего экспонировалось свыше 2400 произведений.[3] К выставке был издан подробный каталог работ[4].
- Выставка художников РСФСР, посвящённая 15-й годовщине победы над фашистской Германией. Экспонировались свыше 800 произведений живописи, скульптуры, графики и плаката[5].

#### Ленинград

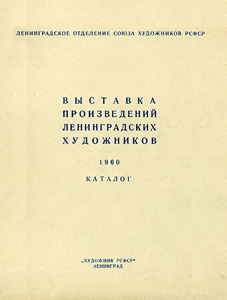
Каталог выставки

- В залах Ленинградского отделения Союза художников РСФСР открылась «Выставка произведений художников — женщин Ленинграда в ознаменование 50-летия Международного женского дня 8 Марта» с участием Евгении Антиповой, Таисии Афониной, Евгении Байковой, Ирины Балдиной, Златы Бызовой, Нины Веселовой, Елены Гороховой, Марии Зубреевой, Марина Козловской, Татьяны Копниной, Майи Копытцевой, Елены Костенко, Валерии Лариной, Марии Рудницкой, Елены Скуинь, Надежды Штейнмиллер и других. К выставке был издан подробный каталог работ[6].
- 8 мая — в залах ленинградского Дома офицеров имени С. М. Кирова открылась художественная выставка, посвящённая пятнадцатой годовщине Победы советского народа в Великой Отечественной войне с участием таких ленинградских художников, как Андрей Бантиков, Николай Баскаков, Александр Блинков, Виктор Рейхет, Николай Тимков и других. Экспонировалось свыше 70 живописных и 60 скульптурных произведений, а также графика[7].
- 4 июня — в залах Русского музея открылась выставка работ самодеятельных ленинградских художников. Представлены работы более чем 500 участников — воспитанников изостудий при ДК им. А. М. Горького, Выборгского дворца культуры и других[8][9].
- 8 августа — в Музее Академии художеств открылась выставка произведений художников РСФСР, на которой экспонировалось 500 из 2500 работ, показанных ранее в Москве на выставке «Советская Россия». Экспонировались произведения Петра Белоусова, Александра Дейнеки, Владимира Серова, Михаила Труфанова, Александра Романычева, Иосифа Серебряного и других[10].
- В залах Государственного Русского музея прошла «Выставка произведений ленинградских художников 1960 года» с участием Павла Аба, Николая Абрамова, Петра Альберти, Ивана Андреева, Николая Андрецова, Евгении Антиповой, Таисии Афониной, Николая Бабасюка, Генриха Багрова, Всеволода Баженова, Леонида Байкова, Ирины Балдиной, Николая Баскакова, Юрия Белова, Петра Белоусова, Дмитрия Беляева, Ореста Бетехтина, Александра Блинкова, Ольги Богаевской, Льва Богомольца, Николая Брандта, Ирины Бройдо, Сергея Бузулукова, Виктора Бундина, Петра Бучкина, Дмитрия Бучкина, Златы Бызовой, Виталия Вальцева, Ивана Варичева, Анатолия Васильева, Валерия Ватенина, Александра Ведерникова, Глеба Вернера, Нины Веселовой, Василия Викулова, Ростислава Вовкушевского, Эдварда Выржиковского, Николая Галахова, Ивана Годлевского, Якова Голубева, Владимира Горба, Елены Гороховой, Михаила Грачёва, Абрама Грушко, Александра Гуляева, Кирилла Гущина, Марии Давидсон, Александра Дашкевича, Крума Джакова, Марии Добриной, Германа Егошина, Алексея Еремина, Михаила Железнова, Вячеслава Загонека, Сергея Захарова, Рубена Захарьяна, Нины Ивановой, Елены Ивановой-Эберлинг, Михаила Канеева, Рудольфа Карклина, Веры Кашутовой, Энгельса Козлова, Марины Козловской, Михаила Конова, Татьяны Копниной, Майи Копытцевой, Бориса Корнеева, Александра Коровякова, Елены Костенко, Анны Костиной, Николая Кострова, Анны Костровой, Бориса Котика, Геворка Котьянца, Владимира Кранца, Ярослава Крестовского, Бориса Лавренко, Ивана Лавского, Валерии Лариной, Анатолия Левитина, Петра Литвинского, Олега Ломакина, Веры Любимовой, Ефима Ляцкого, Дмитрия Маевского, Владимира Малагиса, Бориса Малуева, Евгения Мальцева, Гавриила Малыша, Никиты Медовикова, Шаи Меламуда, Лидии Миловой, Алексея Можаева, Евсея Моисеенко, Константина Молтенинова, Андрея Мыльникова, Николая Мухо, Веры Назиной, Михаила Натаревича, Самуила Невельштейна, Анатолия Ненартовича, Ярослава Николаева, Дмитрия Обозненко, Леонида Овсянникова, Владимира Овчинникова, Вячеслава Овчинникова, Льва Овчинникова, Виктора Орешникова, Сергея Осипова, Лии Островой, Генриха Павловского, Филарета Пакуна, Авенира Пархоменко, Пен Варлена, Всеволода Петрова-Маслакова, Михаила Платунова, Николая Позднеева, Михаила Понятова, Степана Привиденцева, Владимира Прошкина, Петра Пуко, Александра Пушнина, Эриха Ребане, Людмилы Рончевской, Галины Румянцевой, Льва Русова, Николая Рутковского, Ивана Савенко, Глеба Савинова, Владимира Саксона, Виктора Саморезова, Александра Самохвалова, Александра Сегала, Александра Семёнова, Арсения Семёнова, Вольфа Симберга, Юрия Скорикова, Игоря Скоробогатова, Елены Скуинь, Фёдора Смирнова, Галины Смирновой, Александра Соколова, Василия Соколова, Ивана Сорокина, Александра Столбова, Игоря Суворова, Георгия Татарникова, Виктора Тетерина, Николая Тимкова, Михаила Ткачёва, Леонида Ткаченко, Александра Трошичева, Михаила Труфанова, Юрия Тулина, Бориса Угарова, Дмитрия Филиппова, Леонида Фокина, Сергея Фролова, Лидии Фроловой-Багреевой, Бориса Харченко, Захара Хачатряна, Леонида Худякова, Владимира Чекалова, Юрия Шаблыкина, Бориса Шаманова, Александра Шмидта, Надежды Штейнмиллер, Соломона Эпштейна, Галины Яхонтовой и других ленинградских художников. К выставке был издан подробный каталог работ[11].

- В залах Ленинградского отделения Союза художников РСФСР прошла «Выставка произведений ленинградских художников 1960 года» с участием Ивана Абрамова, Петра Альберти, Евгении Антиповой, Таисии Афониной, Николая Бабасюка, Всеволода Баженова, Николая Баскакова, Якова Бесперстова, Ольги Богаевской, Льва Богомольца, Сергея Бузулукова, Златы Бызовой, Ивана Варичева, Василия Викулова, Ростислава Вовкушевского, Эдварда Выржиковского, Николая Галахова, Якова Голубева, Владимира Горба, Абрама Грушко, Александра Гуляева, Кирилла Гущина, Германа Егошина, Алексея Еремина, Николая Есалова, Михаила Железнова, Вячеслава Загонека, Рубена Захарьяна, Нины Ивановой, Елены Ивановой-Эберлинг, Михаила Канеева, Рудольфа Карклина, Марии Клещар-Самохваловой, Михаила Козелла, Марины Козловской, Бориса Корнеева, Александра Коровякова, Елены Костенко, Николая Кострова, Анны Костровой, Бориса Котика, Геворка Котьянца, Ярослава Крестовского, Ивана Лавского, Олега Ломакина, Веры Любимовой, Ефима Ляцкого, Дмитрия Маевского, Никиты Медовикова, Лидии Миловой, Алексея Можаева, Евсея Моисеенко, Андрея Мыльникова, Николая Мухо, Петра Назарова, Веры Назиной, Михаила Натаревича, Самуила Невельштейна, Дмитрия Обозненко, Сергея Осипова, Лии Островой, Филарета Пакуна, Пен Варлена, Бориса Петрова, Николая Позднеева, Степана Привиденцева, Виктора Прошкина, Владимира Прошкина, Валентины Рахиной, Виктора Рейхета, Семёна Ротницкого, Марии Рудницкой, Николая Рутковского, Ивана Савенко, Глеба Савинова, Владимира Саксона, Александра Самохвалова, Александра Семёнова, Арсения Семёнова, Елены Скуинь, Фёдора Смирнова, Александра Соколова, Александра Столбова, Игоря Суворова, Елены Табаковой, Георгия Татарникова, Виктора Тетерина, Николая Тимкова, Владимира Токарева, Юрия Тулина, Бориса Угарова, Дмитрия Филиппова, Николая Фурманкова, Юрия Шаблыкина, Бориса Шаманова, Лидии Шарлемань, Александра Шмидта и других художников. К выставке был издан подробный каталог работ[12].

## Деятели искусства

### Родились
- 19 апреля — Константин Войнов, живописец, заслуженный художник Российской Федерации, член-корреспондент Российской Академии художеств.

### Скончались

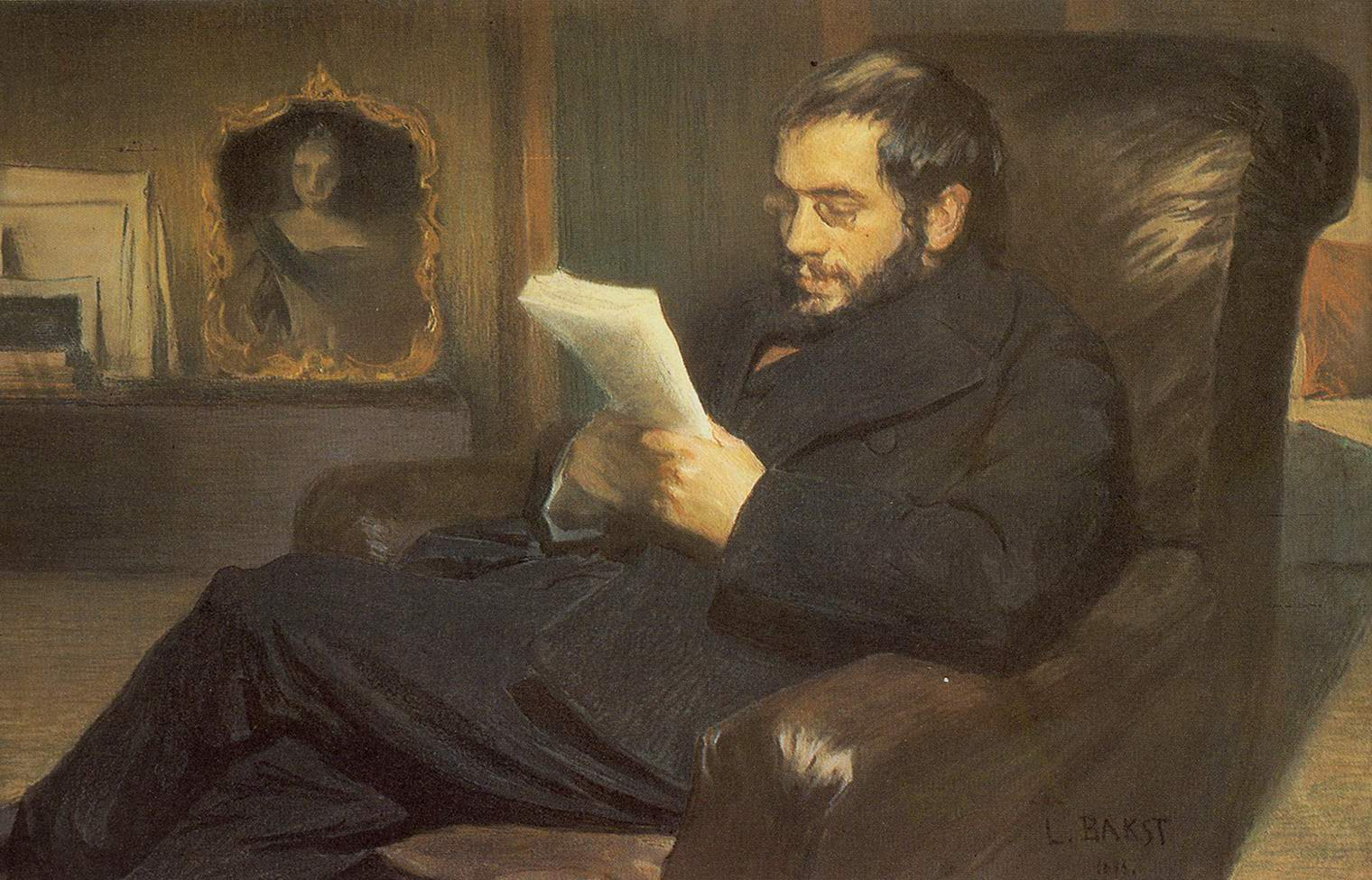
Лев Бакст. Портрет Александра Бенуа, 1898

- 31 января — Константин Зефиров, живописец, график и педагог (род. в 1879).
- 9 февраля — Александр Бенуа, русский художник, сценограф, теоретик и историк искусства, член объединения «Мир искусства», с 1926 года живший во Франции (род. в 1870).
- 3 марта — Нина Веселова, живописец (род. в 1922).
- 18 марта — Александр Куприн, живописец-пейзажист и педагог, заслуженный деятель искусств РСФСР, член-корреспондент Академии художеств СССР (род. в 1880).
- 9 мая — Михаил Бернштейн, живописец и педагог (род. в 1875)
- 16 мая — Игорь Грабарь, живописец, искусствовед, музейный деятель и просветитель, народный художник СССР, лауреат Сталинской премии (род. в 1871).
- 15 августа — Всеволод Лишев, скульптор, народный художник СССР, действительный член Академии художеств СССР.
- 8 октября — Владимир Егоров, художник театра и кино, народный художник РСФСР, лауреат Сталинской премии (род. в 1878).
- 22 октября — Александр Матвеев, скульптор и педагог, заслуженный деятель искусств РСФСР (род. в 1878).

Без точной даты
- Иван Степашкин, живописец, график и педагог, профессор ЛИЖСА имени И. Е. Репина и ЛВХПУ имени В. И. Мухиной (род. в 1882).